# Pietro Bembo

Sogno, 1492-1494

Pietro Bembo (Venetië, 20 mei 1470 - Rome, 18 januari 1547) was een Italiaans kardinaal en schrijver.

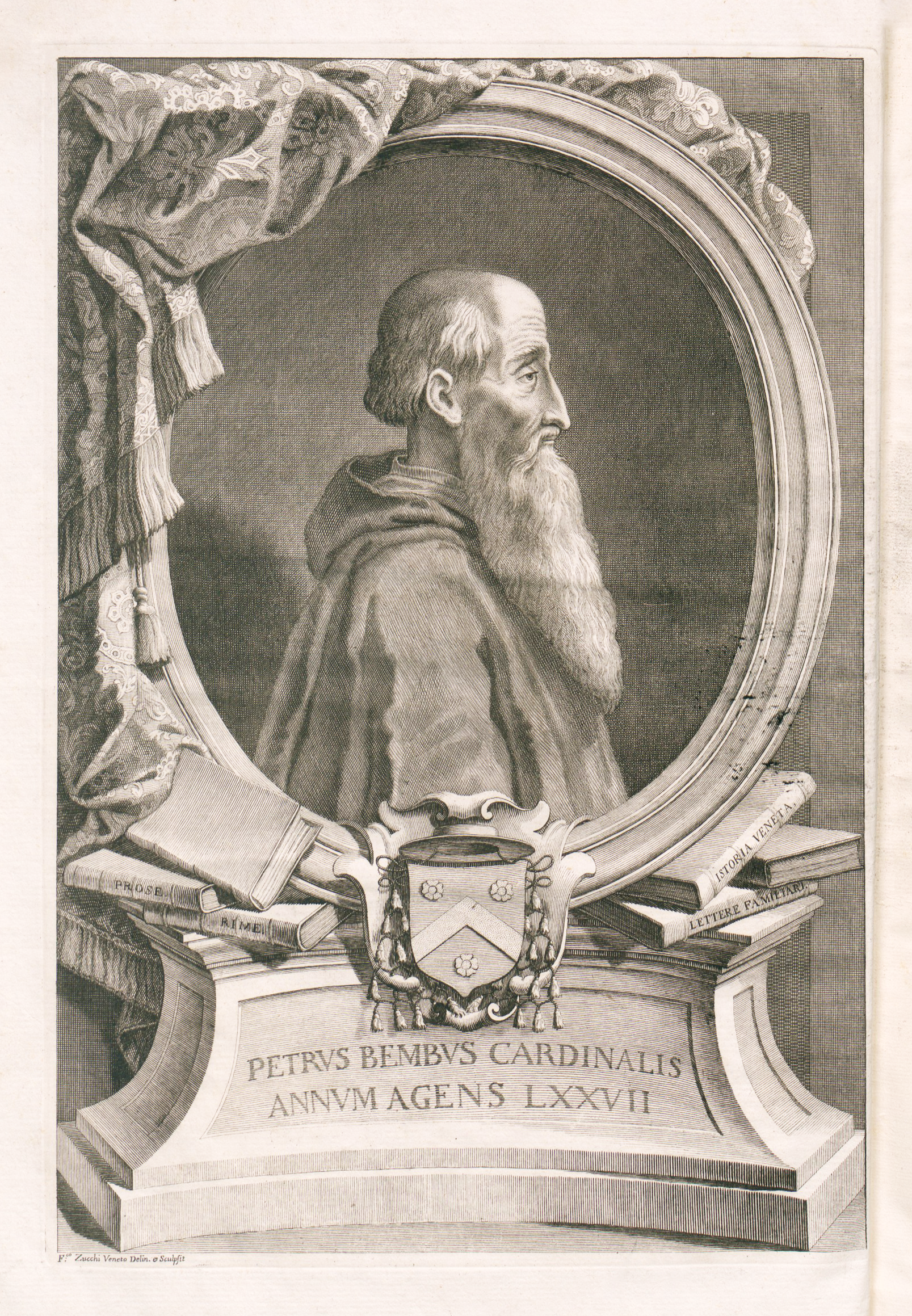
Pietro Bembo, Historia Veneta, 1729

Hij werd geboren in Venetië maar was actief aan verschillende hoven in diverse Italiaanse steden. Als jongen begeleidde hij zijn vader naar Florence. Hij studeerde onder meer Oudgrieks te Messina, Sicilië, bij de Byzantijnse geleerde Konstantinos Lascaris. Bembo koos voor een beroep als geestelijke en werkte voor De' Medici in Florence.
Hij woonde tussen 1506 en 1512 in Urbino (stad) en ontmoette daar de grote schilder Rafaël (kunstenaar) en kardinaal Giovanni de' Medici, de toekomstige paus Leo X.
Bembo begeleidde Giulio de' Medici naar Rome, waar hij werd benoemd als secretaris van paus Leo X. In 1514 probeerde Leo X een anti-Franse alliantie te vormen. Om Venetië voor dit plan te winnen, stuurde hij Bembo als speciale gezant naar zijn geboortestad. Deze missie mislukte echter. De pauselijke gunst leverde Pietro Bembo lucratieve prebendes op en daarmee financiële onafhankelijkheid, zonder dat hij de geloften hoefde af te leggen die bij zijn lidmaatschap van de geestelijkheid hoorden. Tot zijn sponsors behoorden Giuliano di Lorenzo de' Medici (een jongere broer van de paus) en kardinaal Bernardo Dovizi da Bibbiena.
Na het overlijden van Leo X vertrok Bembo naar Padua en werd benoemd tot bibliothecaris. Paus Paulus III benoemde Bembo tot kardinaal en in 1539 vertrok hij opnieuw naar Rome. Hij stierf in Rome in zijn 77ste levensjaar.
Als schrijver nam Bembo de stijl van de grote schrijvers uit de klassieke oudheid tot voorbeeld. Zijn verzameld werk is uitgegeven te Venetië (1729) en omvat de Geschiedenis van Venetië (1551) en dialogen en gedichten. Zijn beroemdste werken zijn een verhandeling op Italiaans proza, en de dialoog Gli Asolani, over Platonische liefde. In zijn geschrift "Verhandelingen in proza over de volkstaal" (1525) verdedigde hij het gebruik van het Toscaanse dialect, waarin hij de basis zag van een literaire Italiaans en riep hij de Italianen op om de taal van Petrarca en Giovanni Boccaccio als voorbeeld te nemen. De uitgave van Francesco Petrarca's Italiaanse gedichten, uitgegeven door Aldus Manutius in 1501, en Terzerime, door dezelfde drukkerij in 1502 uitgegeven, werden bewerkt door Bembo.
Kardinaal Bembo schreef ook de grafrede van Rafael, de grootmeester uit de Italiaanse Renaissance, die overleed op Goede Vrijdag 6 april 1520 en begraven ligt in het Pantheon:  
Hier ligt de beroemde Rafael. De Natuur, Moeder van alles, was tijdens zijn leven bang dat hij haar zou overvleugelen; maar toen hij stierf, ging ook Zij bijna dood.
Het lettertype Bembo is naar hem vernoemd. Deze letter van Francesco Griffo werd voor de eerste keer gebruikt in het boek: Petri Bembi de Aetna ad Angelum Chabrielem liber, een korte tekst over een reis naar de berg Aetna.
- Bibsys: 90630753
- Biblioteca Nacional de España: XX873498
- Bibliothèque nationale de France: cb148090995 (data)
- Catàleg d'autoritats de noms i títols de Catalunya: 981058521584306706
- CiNii: DA05170551
- Digitale Bibliotheek voor de Nederlandse Letteren: bemb001
- Gemeinsame Normdatei: 118658115
- International Standard Name Identifier: 0000 0001 2133 3558
- Library of Congress Control Number: n50078865
- MusicBrainz: d17eecf9-1c61-48b9-be84-83dae8303ddf
- Bibliotheek van het Japanse parlement: 001141079
- Nationale Bibliotheek van Tsjechië: jn20000600794
- Nationale bibliotheek van Australië: 35017214
- Nationale Bibliotheek van Israël: 987007258588905171
- Nationale Bibliotheek van Polen: a0000001226930
- Nationale en Universitaire bibliotheek Zagreb: 000035667
- Nederlandse Thesaurus van Auteursnamen: 068517653
- Réseau des bibliothèques de Suisse occidentale: 02-A002988675
- RKD-Nederlands Instituut voor Kunstgeschiedenis: 486203
- Istituto Centrale per il Catalogo Unico: CFIV048916
- LIBRIS: 177235
- SNAC: w61n858c
- Système universitaire de documentation: 026716844
- Trove: 791784
- Union List of Artist Names: 500314171
- Virtual International Authority File: 54144140
- WorldCat: E39PBJjt6Br6byqDvjPTjTfKBP